# Tartešani
Tartešani (grč. Τάρτησσος, lat. Tartessus) najstarija je zapadna kultura koja je nastala u prvom tisućljeću prije Krista.

## Povijest
Nalazila se u današnjem zapadnom dijelu Andaluzije i južnom Portugalu. Ova kultura se nalazila na obalama rijeke Tartessos, koju su Rimljani nazivali Betis, a Arapi Guadalqivir, ime koje i danas nosi. Međutim, ništa se ne može tvrditi sa sigurnošću jer neki povjesničari poistovjećuju Tartessos s Tajom, i mnogim drugim rijekama. 
O ovoj se kulturi ne zna mnogo. Izvori se ograničavaju na grčke i rimske spise, kao i neke od arheoloških nalazišta. U početku su se bavili stočarstvom i obradom zemlje, a kasnije i eksploatacijom rudnika u okruženju. Ova kultura je doživjela vrhunac između 9. i 8. stoljeća pr. Kr., razdoblja koje se poklapa s razdobljem kad su Feničani postavili obalne tvornice za obradu metala u zamjenu za gotove proizvode koji su bili cijenjeni među tartešanskom elitom. 
Tartežani su razvili jezik i pismo koje se razlikovalo od jezika i pisama susjednih naroda, i bili su pod utjecajem egipatske i feničanske kulture.